# 쇼나이번
쇼나이 번(일본어: 庄内藩 쇼나이한[*])은 일본 데와노쿠니 다가와군 쇼나이에 있던 번으로, 번주는 사카이 가문이며, 번청은 쓰루가오카 성에 있었다. 공식적인 명칭은 쓰루오카 번(鶴岡藩)이었으나 일반적으로 쇼나이 번으로 알려졌다. 메이지 시대 초엽에 오이즈미 번(大泉藩)으로 이름을 바꾸었다.

## 번의 역사
번주 가문인 사카이 가문은 도쿠가와 사천왕 중 한 명인 사카이 다다쓰구의 적통으로, 후다이 명문에 해당한다. 세키가하라 전투 이후 지금의 야마가타현 일대를 지배하고 있던 모가미 씨가 겐나 8년(1622년) 3대 만에 영지를 몰수당하면서 옛 영지가 넷으로 분할되었는데, 마쓰시로번주였던 사카이 다다카쓰는 3만 8천 석의 영지를 추가로 받아 넷 중 하나인 쇼나이에 13만 8천 석의 영주로 입봉하게 되면서 쇼나이 번이 탄생하였다. 간에이 9년(1632년), 막부로부터 인계받은 옛 구마모토번주 가토 다다히로에게 마루오카 1만 석을 분할해주는 대신, 사카이 나오쓰구의 아테라자와 번 1만 2천 석을 편입하면서 14만 석 영지를 차지하게 되었고, 이후 옛 모가미 가문 영지에 있는 네 번의 중심적인 존재가 되었다.
한편 번주 다다카쓰의 동생 사카이 다다시게(酒井忠重)가 자신의 아들 다다히로(忠広)을 번주로 삼고자, 다다카쓰의 아들 사카이 다다마사를 폐적시키려는 음모를 꾸몄다. 쇼호 3년(1645년), 다다마사의 후견인 역할을 하던 필두가로 고리키 기헤가 추방되었고, 그 일당들이 처벌받았으나, 다다마사의 폐적을 앞두고 다다카쓰가 병사함에 따라, 유언대로 다다마사가 2대 번주에 취임하여 가문을 계승했다. 다다마사는 다다시게에게 2만 냥을 주고 의절을 했고, 둘째 동생인 다다쓰네에게는 마쓰야마 2만 석을, 여섯째 동생인 다다토키에게는 오야마 1만 석 영지를 나누어주어 가문의 분란을 마무리했다.
이후 쇼나이 번은 쇼나이 평야에서 나오는 쌀과 기타마에부네의 기항지로 번성한 사카타에서의 수입 등으로 유복한 번 재정을 보유하고 있었으나, 5대 번주 사카이 다다요리가 가가번의 마에다 가문에서 아내를 맞이하고, 로주로서 막부 내각에 참여하였으며, 닛코 동조궁의 수리 담당 등 연이은 경비 지출이 거듭되어 적자 번으로 전락했다. 7대 번주 사카이 다다아리 대가 되면 빚이 20여만 냥으로 불어난다. 이에 사카타의 대지주 혼마 시로사부로 미쓰오카(本間四郎三郎光丘)에게 번 재정 재건을 위임했다. 혼마는 각종 지출을 줄이고, 채무 변제계획을 세워 실행하였으며, 기근에 대비한 비축미도 마련했다. 이러한 개혁은 덴메이 대기근으로 인해 일시 좌절되었지만, 점차 번 정치 개혁의 길이 열려, 간세이 7년(1795년)에는 로주 다케우치 하치로에몬을 중심으로 한 농업 개혁이 단행되었다. 부농에게 곤궁함을 부조하는 쌀을 납부하게 했고, 그것을 기근 때 농민을 구제하는 자금으로 활용했다. 수당을 주어서 버려진 공유지에서 경작을 시키는 등의 여러 가지 정책이 성공을 거두면서, 농촌이 재건되었고 조세 수입도 안정을 되찾아 번 재정이 호전되었다. 덴포 대기근 시기에도 다른 지역에서의 쌀 수매, 배급제 실시 등으로 도호쿠 지방의 다른 번들에 비해 기근 피해가 적었다.
덴포 11년(1840년), 8대 번주 사카이 다다카타 대에 쇼나이 번은 위기를 맞이한다. 가와고에번주 마쓰다이라 나리쓰네는 거듭된 전봉으로 막대한 채무를 지고 있었고, 수해 등으로 인해 번 영내가 황폐해져 재정적 압박을 받고 있었다. 그때 마침 쇼나이 번의 재정이 호전되고 20만 석 이상의 실제 수입을 올리고 있다는 것을 안 나리쓰네는 쇼나이로 옮겨갈 계획을 세웠다. 나리쓰네는 11대 쇼군이었던 도쿠가와 이에나리의 21번째 아들 기고로(훗날의 마쓰다이라 나리사다를 양자로 맞이하고, 그 대가로 당시 오고쇼였던 이에나리에게 쇼나이로의 전봉을 부탁했다. 따라서 나리쓰네는 가와고에에서 쇼나이로, 다다카타는 쇼나이에서 에치고 나가오카로, 마키노 다다마사는 나가오카에서 가와고에로 이동하는 삼자 영지 교체 계획이 세워진 것이다. 이에 대해 덴포 12년(1841년) 1월 20일, 쇼나이 번의 백성들이 에도로 가서 영지 교체를 취소할 것을 직소했다. 이러한 행동은 본래는 사형에 해당하는 죄이지만, 백성들이 영주를 옹호하는 행동이란 전대미문의 사례였기 때문에 오히려 막부 관료들로부터 높이 평가받았다. 결국 그해 7월, 이에나리와 나리사다가 사망함에 따라 영지 교체 명령은 철회되었다. 대신 쇼나이 번은 이로 인해 인바 늪 준설공사에 참여하는 징벌적 조치를 받게 되었다.
쇼나이 번은 겐지 원년(1864년), 에도 시내 경호의 공으로 2만 7천 석을 추가로 받아 영지가 16만 7천 석에 이르렀다. 하지만 가미노야마번과 함께 에도 사쓰마 번저 습격 사건을 일으켜, 신정부군에게 도쿠가와 가문에 대한 무력 정벌을 할 구실을 주었다. 보신 전쟁에서 쇼나이 번은, 마쓰다이라 곤주로를 중심으로 한 파벌이 공무합체파를 형성하여, 체포, 투옥 등으로 번의 여론을 통일한 뒤 아이즈번과 함께 오우에쓰 열번동맹의 중심세력이 되었다. 다만, 오우에쓰 열번동맹은 아이즈, 쇼나이 두 번의 사죄 탄원을 목적으로 한 것이기에, 두 번은 이 동맹에 가입되어 있지 않았고, 대신 아이즈-쇼나이 동맹이 체결되었다. 그리고 신정부군 측이던 신조번, 구보타 번 영내로 침공하였다. 쇼나이 번은 번의 재정을 지원하는 대지주 혼마 가문의 막대한 헌금을 바탕으로 에드워드 슈넬(영어)로부터 최신식 병기를 구입하여, 쳐들어오는 신정부군을 격퇴하였다. 이후 신조 번을 함락시키고, 구보타 번으로 쳐들어간 쇼나이 군은 가로 사카이 노리쓰네가 이끄는 2번 대대를 중심으로 연전연승하여 신정부군을 압도했다. 요코테성을 함락시키고 구보타 성 바로 앞까지 진격하였으나, 메이지 원년(1868년) 음력 9월, 도호쿠의 여러 번들이 속속 항복하는 것을 보고 결국 항복, 철수했다.
그해 12월에 공지가 몰수되었고, 11대 번주 사카이 다다즈미는 근신 처분을 받았으나, 동생 사카이 다다미치가 12만 석으로 감봉된 뒤, 아이즈 번으로 갔다가, 이듬해에는 이와키 다이라 번으로 전봉되었다. 이에 혼마 가문을 중심으로 한 번사, 상인, 지주들이 30만 엔을 정부에 헌납하여 결국 메이지 3년(1870년)에 사카이 가문은 쇼나이로 돌아왔다. 한편 메이지 2년(1869년) 9월 29일에 이름을 오이즈미 번으로 바꾸었다. 오이즈미 번은 마침내 폐번치현 때 폐지되어 오이즈미 현이 되었고 이후 사카타 현, 쓰루오카 현과 함께 야마가타현으로 편입되었다.

## 역대 번주
1. 사카이 다다카쓰(酒井忠勝) 재위 1622년 ~ 1634년
2. 사카이 다다마사(酒井忠当) 재위 1634년 ~ 1660년
3. 사카이 다다요시(酒井忠義) 재위 1660년 ~ 1681년
4. 사카이 다다자네(酒井忠真) 재위 1682년 ~ 1731년
5. 사카이 다다요리(酒井忠寄) 재위 1731년 ~ 1766년
6. 사카이 다다아쓰(酒井忠温) 재위 1766년 ~ 1767년
7. 사카이 다다아리(酒井忠徳) 재위 1767년 ~ 1805년
8. 사카이 다다카타(酒井忠器) 재위 1805년 ~ 1842년
9. 사카이 다다아키(酒井忠発) 재위 1842년 ~ 1861년
10. 사카이 다다토모(酒井忠寛) 재위 1861년 ~ 1862년
11. 사카이 다다즈미(酒井忠篤) 재위 1862년 ~ 1868년
12. 사카이 다다미치(酒井忠宝) 재위 1869년 ~ 1871년

## 편입된 번 또는 지번

### 오야마 번
오야마 번(일본어: 大山藩 오야마한[*])은 일본 에도 시대에 있었던 번으로, 쇼나이 번의 지번이다.
쇼나이 번의 초대 번주 사카이 다다카쓰의 일곱 번째 아들 다다토키가 쇼호 4년(1647년) 쇼나이 번 영지 중 다가와 군의 새로 개간한 농지 1만 석을 분할받아 오야마에 진야를 세우고 번을 설립했다. 간분 8년(1668년), 후사가 없던 다다토키는 죽기 전에 양자 입양을 신청하였으나 받아들여지지 않았고, 결국 다다토키가 사망하면서 번은 폐지되었다.

### 아테라자와 번
아테라자와 번(일본어: 左沢藩 아테라자와한[*])은 일본 에도 시대의 번으로, 데와노쿠니 무라야마 군 아테라자와에 있던 번이다.
겐나 8년(1622년), 쇼나이번이 성립할 때, 쇼나이 번의 초대 번주 사카이 다다카쓰의 동생 사카이 나오쓰구가 무라야마의 1만 2천 석 영지를 받아 번을 설립하였다. 그러나 나오쓰구는 간에이 7년(1630년) 사망하였고, 뒤를 이을 아들이 없어 결국 번은 폐지되었다. 간에이 9년(1632년), 아테라자와 번의 옛 영지는 쇼나이 번의 영지로 편입되었다.

### 마쓰야마 번
마쓰야마 번(일본어: 松山藩)은 일본 데와노쿠니에 있던 쇼나이 번의 지번이다. 메이지 2년(1869년)에 마쓰미네 번(松嶺藩)으로 이름을 바꾸었다.
쇼나이 번의 초대 번주 사카이 다다카쓰의 셋째 아들 사카이 다다쓰네가 쇼호 4년(1647년)에 쇼나이 번 영지 중 새로 개간한 2만 석 영지를 분할받아 데와 마쓰야마 번이 설치되었다. 3대 번주 다다요시는 소자반 직을 거쳐 와카도시요리로 승진하였다. 이로 인하여 5천 석 영지를 추가받았고, 성을 가지는 것을 허가받아, 번청을 마쓰야마 성에 두었다. 하지만 막부 각료로서 참여하는 데에 경비가 많이 들어 번의 재정은 어려워졌고, 이에 가신들이 은거를 요구하였으나 용인되지 않았다.
막부 말기에는 본번인 쇼나이 번을 따라 오우에쓰 열번동맹에 가담하였다가, 결국 메이지 정부에 항복하였다. 당시 번주인 다다요시는 영지 중 2500석을 삭감당하고 은거 명령을 받았다. 이후 마쓰야마 번은 메이지 2년에 마쓰미네 번으로 이름을 바꾸었다가, 4년(1871년) 폐번치현 때 폐지되어 마쓰미네 현이 되었다가 야마가타현에 편입되었다.

#### 역대 번주
1. 사카이 다다쓰네(酒井忠恒) 재위 1647년 ~ 1675년
2. 사카이 다다야스(酒井忠予) 재위 1675년 ~ 1732년
3. 사카이 다다요시(酒井忠休) 재위 1732년 ~ 1787년
4. 사카이 다다타카(酒井忠崇) 재위 1787년 ~ 1798년
5. 사카이 다다노리(酒井忠禮) 재위 1798년 ~ 1821년
6. 사카이 다다미치(酒井忠方) 재위 1821년 ~ 1845년
7. 사카이 다다요시(酒井忠良) 재위 1845년 ~ 1868년
8. 사카이 다다마사(酒井忠匡) 재위 1868년 ~ 1871년